# Kolonia Emma

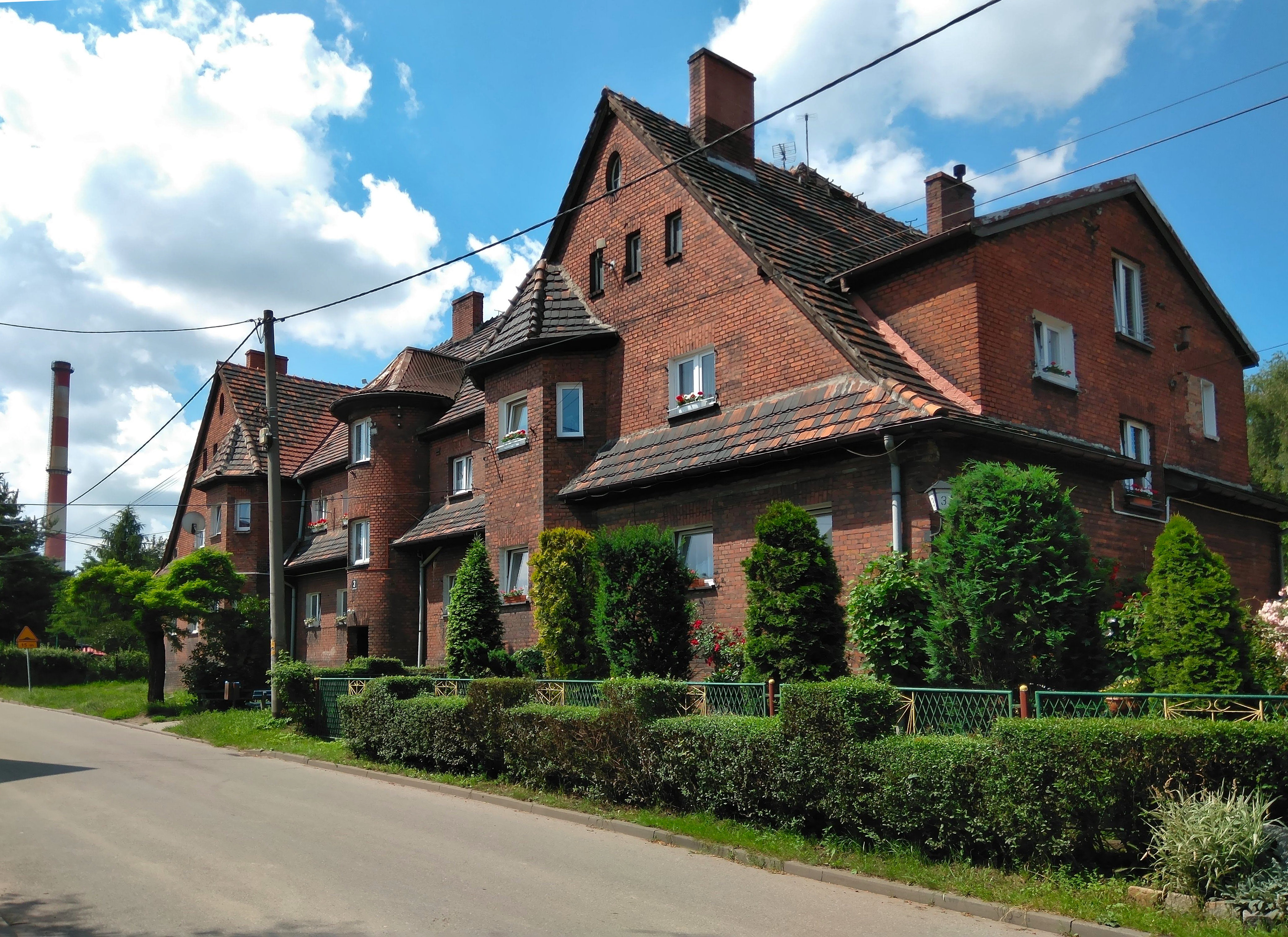
Budynki Kolonii Emma w Radlinie

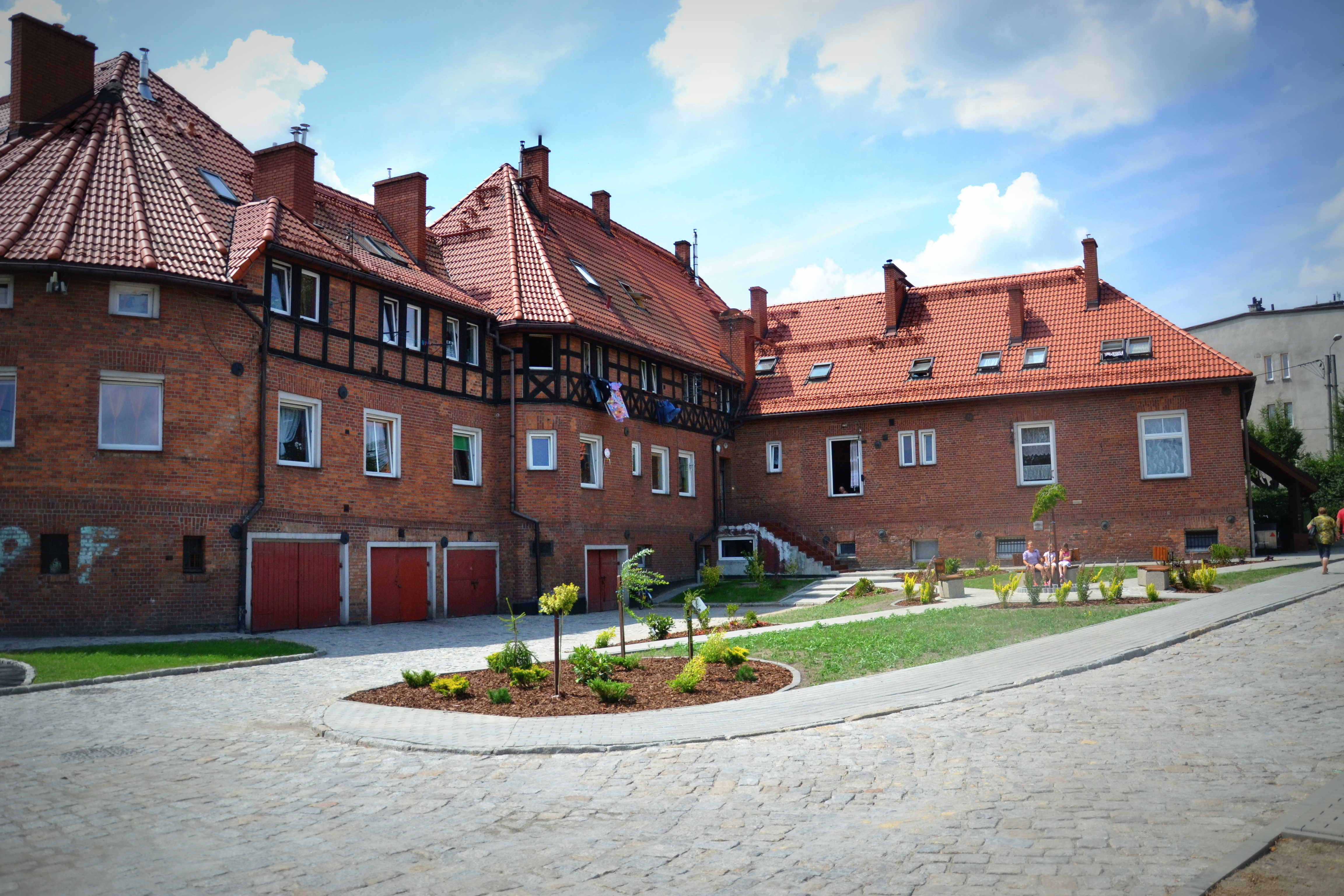
Zrewitalizowana część osiedla Emma.

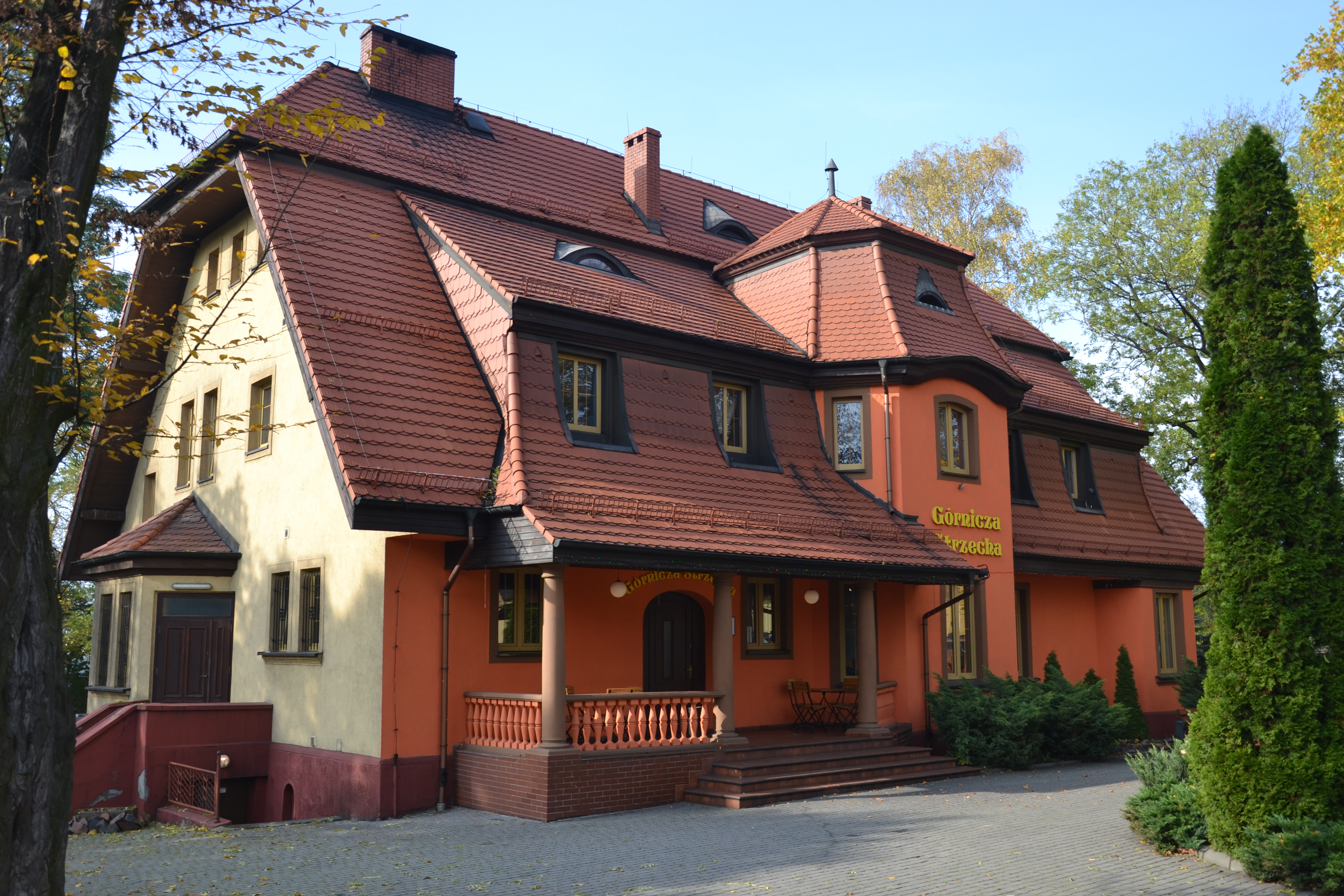
Willa dyr. Rudolfa Wachsmanna

Kolonia Emma w Radlinie (niem. Colonie Emma) – wczesnomodernistyczne osiedle przykopalniane zaprojektowane i wybudowane w Radlinie w województwie śląskim po 1897 roku i w latach 1910-1913. Obecnie obszar ten należy do części Radlina o nazwie Marcel.
Pierwsze budynki powstały w 1897 roku i były przeznaczone dla urzędników pracujących w Kopalni "Emma" (wzdłuż dzisiejszej ul. Korfantego, wówczas Kaiser-Wilhelmstraße). Projektantem tej części osiedla zwanej starą kolonią, był prawdopodobnie A. Becher. Zgrupowane są w rejonie ulicy Bronisława Czecha i Pocztowej, a kilka znajduje się przy ulicy Korfantego. Drugi etap budowy to lata 1910-1913. Powstał wówczas przy ulicy Korfantego i Mielęckiego zespół budynków 12-rodzinnych z mieszkaniami o powierzchni 43 m² (w układzie grzebieniowym) i 55 m² (przyuliczne) z toaletami w pomieszczeniach gospodarczych, a także zespół budowli szkolnych oraz willa dyrektora kopalni Emma. Zabudowa drugiego etapu nawiązywała do idei osiedla-ogrodu, zaś architektonicznie przypominały domy typu „cottage”. Projektantem tej części byli  William Müller. Rozbudowę kolonii projektował Hans Poelzig, jednak jego projektu nie zrealizowano.
Przy ulicy Korfantego powstały także domy mieszkalne przeznaczone dla urzędników w formie podmiejskich willi i budynki użyteczności publicznej, w tym domy kwaterunkowe dla górników (ul. Mariacka). Jeden z nich pełnił rolę siedziby magistratu i policji. Przed wybuchem II wojny światowej był używany przez sztab Obrony Narodowej.
W 1913 osiedle składało się z 14 budynków mieszkalnych dla urzędników, 49 domów rodzin robotniczych, 20 pokoi dla kawalerów, budynku naczelnika, domu towarowego, gospody, biblioteki, łaźni, pralni, pieców piekarniczych, zakładu fryzjerskiego oraz trzech domów noclegowych.